# Cementerio El Cuadrado
El cementerio El Cuadrado  es un cementerio de propiedad y administración privada, ubicado en la Avenida Las Delicias en la ciudad de Maracaibo, capital del Estado Zulia, al occidente del país sudamericano de Venezuela. Se trata de uno de los cementerios más antiguos de la localidad, habiendo sido establecido oficialmente el 12 de noviembre de 1879 con el nombre de "Nuevo Cementerio", que posteriormente sería cambiado a El Cuadrado debido a su particular forma.

## Historia

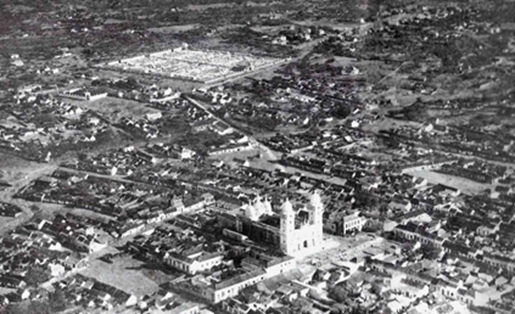
vista aérea del casco central de Maracaibo en el año de 1923

En el Estado Zulia, como en toda Venezuela, había distintos tipos de cementerios, inclusive cementerios precolombinos indígenas. Con la llegada de los españoles, se hizo costumbre, como en todo el mundo cristiano, enterrar a los difuntos en las mismas iglesias, conventos y terrenos adjuntos. La Corona Española ordena, en 1698, enterrar a los difuntos al lado de las iglesias parroquiales. Esta ley se cambia por decreto del Libertador Simón Bolívar en el año de 1827, obligando a enterrar a los difuntos en terrenos especialmente destinados para tales fines. Así empezaron los cementerios especializados, separados de las iglesias y de los centros de las ciudades. Siguiendo estas normas, se crea en 1829 el Cementerio General de Maracaibo, o “Cementerio Viejo”, en terrenos situados detrás de la iglesia San Juan de Dios, en la calle El Tránsito, el cual fue clausurado en 1880. Originalmente existían tres cementerios principales antiguos: El Cementerio Colonial (Cementerio Viejo o Cementerio General de Maracaibo) fue inaugurado en 1829, el Cementerio de los Alemanes (1834) y el Cementerio de Santa Lucía (1881). Estos cementerios fueron saqueados para el robo de sus mármoles y demás materiales o eliminados para realizar obras civiles en el año de 1942. Los restos de los difuntos que quedaron, fueron trasladados al Cementerio El Cuadrado, en donde se construyeron columbarios de 2 y 3 pisos para acogerlos, simplemente por ser el más cercano.
La colonia extranjera residente en Maracaibo, funda en 1834 y clausura en 1942, lo que se conoció como el Cementerio de Ingleses, Extranjeros o de los Alemanes (el nombre de Ingleses se utilizaba en realidad en ese tiempo como sinónimo para Extranjeros, mientras que hoy día mayormente se denominarían Gringos) porque los difuntos de ese cementerio eran en su gran mayoría ingleses y alemanes protestantes, también judíos porque no tenían su cementerio propio (los protestantes se llevaban bien con los judíos y no había antipatía religiosa alguna en ese tiempo). Este cementerio fue vecino del cementerio Colonial, también en la calle El Tránsito, sobre los terrenos del actual Diario Panorama. El cementerio de los extranjeros era también en realidad el cementerio principal de todos los cristianos protestantes en Maracaibo, no solo alemanes protestantes, sino ingleses protestantes y de distintas nacionalidades y creencias fueron sepultados en él, por la simple razón que en ese tiempo había cierta inculcación contra estas religiones de parte de la gran mayoría de venezolanos que eran católicos devotos al Cristianismo de la Iglesia Católica de Roma. No podemos decir que había persecución religiosa en Venezuela, pero sí cierta antipatía basada en el mal entendimiento o simplemente poca cultura. Maracaibo es una ciudad única en América del Sur, fue fundada por alemanes, Ambrosio Alfinger en 1528. Esa fecha hoy es considerada y celebrada oficialmente como el día de la fundación de la ciudad. Luego de la independencia de Venezuela, se incrementó el comercio entre Europa y principalmente de Alemania, Gran Bretaña, Francia a Venezuela, influenciado sobre todo por el apoyo favorable de Alemania, Francia y Gran Bretaña a la independencia venezolana. Muchos alemanes y británicos participaron militarmente como oficiales y soldados en la guerra de la independencia de Venezuela. Producto de este hecho fue que una infinidad de estos y otros fueran llegando progresivamente a Venezuela, a Maracaibo y al puerto de La Guaira.  

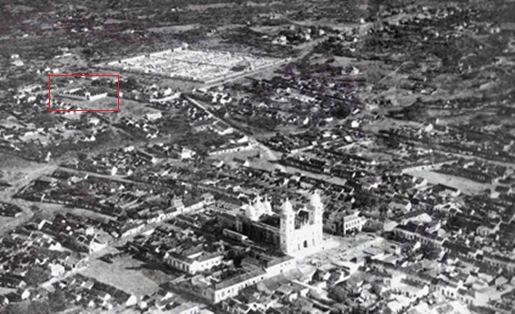
Cementerio de los Ingleses, ver recuadro

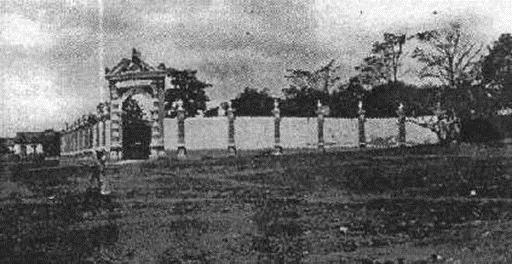
Adyacencias del Antiguo cementerio Inglés

Maracaibo era el puerto más grande de Venezuela al norte y La Guaira el de Venezuela “continental”. A Venezuela empezaron a llegar ciudadanos de muchos países europeos. así como de los Estados Unidos de América, siendo en su mayoría practicantes de religiones y cultos diferentes a la religión principal venezolana: la católica. Tenemos que comprender que había también entre toda esta gente muchos masones – los cuales se unían entre sí sin diferenciar la religión, raza o nacionalidad. En ese tiempo había bastante negatividad y recelo del clero católico venezolano a otras religiones o ramas del cristianismo.
Por ejemplo, en La Guaira, el Cónsul inglés, Sir Robert Ker Porter, y C.D. Strohm, M. Wolff, Otto Winckelmann, H. Stall, C.C. Nolting y R. Roosen Runge fundaron la Sociedad del Cementerio de los Extranjeros en La Guaira. El sr. Robert Syers les vendió un terreno entre el río Guanapa y Punta de Mulato, y que formaba parte de su estancia en Guanapa.
El Cuadrado se funda el 12 de noviembre de 1879, construido por accionistas privados, como muchos de los cementerios en Venezuela, y así lo es hasta el día de hoy. Fue conocido como El Cuadrado, por tener la forma de un cuadrilátero bastante proporcional cuando fue fundado. Su diseño arquitectónico fue hecho por Hermes Romero. Aquí hay cierto formato para discusión, porque sabemos que el 12 de noviembre de 1879 fue en realidad bautizado como cementerio y la fundación había sido varios años antes. Al principio al cementerio se le llamaba simplemente el cementerio Nuevo, porque era el más nuevo en la ciudad en aquel tiempo. Los marabinos en realidad lo bautizaron como el Cuadrado, nombre que se registró oficialmente en 1925 por la familia Troconis. El Cuadrado perdió su forma, de cuadrado casi perfecto, en la época del mandato del presidente Rafael Caldera durante la reconstrucción de las vías de Maracaibo –en parte de sus terrenos fueron construidos dos edificios de apartamentos. La fundación de El Cuadrado coincidió con el ataque de la epidemia de fiebre amarilla a Maracaibo. El Cuadrado, para el año 1900, era el límite urbano de la ciudad de Maracaibo. Muchas son las obras de valor escultórico e histórico, y allí reposan muchos de los personajes zulianos de la Independencia y de destacados zulianos de otras épocas. Entre algunos de los hombres y familias más conocidas figuran Jesús Enrique Lossada, Ismael Urdaneta, Francisco Ochoa, Jesús María Portillo, la familia Belloso, Rincón, Osorio, Cook, Arria, Von Jess, Dr. José Antonio Borjas Romero, Jugo, José Ramón Yépez, Manuel Dagnino, Antonio José Urquinaona, Manuel Trujillo Durán, Guillermo Quintero Luzardo, Eduardo Mathyas Lossada, Julio Árraga, Udón Pérez, entre otros. Además de El Cuadrado, otro de los viejos cementerios, hoy desaparecido, fue el cementerio de Santa Lucía, inaugurado el 30 de enero de 1881 y cerrado también en 1942. El diario Panorama, en su edición del 7 de enero de 2006 (y no es un reclamo nuevo), publicó un reportaje donde el periodista Paúl Ramírez Mora reseñó que en El Cuadrado reposaban más de 96 000 almas en 800 metros cuadrados. El cementerio Cuadrado se compone de cuatro cementerios, los cuales son el cementerio colonial, el cementerio inglés, el cementerio de Santa Lucia y el propio Cuadrado, lo cual lo hace único en Venezuela y América Latina. 
El cementerio El Cuadrado, al ser construido, tenía una forma cuadrada perfecta de 200 x 200 metros. Fue construido en un estilo clásico, debido a la gran influencia de la colonia extranjera europea en Maracaibo, pero migró en los estilos de sus tumbas. El camposanto es el más famoso en el Zulia y el más histórico, no solo por su arquitectura, sino porque en él reposan la gran mayoría de las personalidades que formaron el esplendor de Maracaibo y del Zulia. Tiene monumentos en mármol fino traído de Italia, cada pieza con detalles espectaculares. Obras singulares exquisitas compuestas por todos los estilos arquitectónicos conocidos.
La terrible “gripe española” o “el trancazo”, que en 1918 acabó, según datos de la época, con 800-1000 maracaiberos, lo que representaba en una población de cerca de 36 000 almas, una tasa de mortalidad, por la gripe, de cerca del 3 %, similar a la tasa de muerte mundial. Esto era que de cada 100 marabinos, 50 enfermaron y cerca de 3 murieron por la gripe. Se entiende así por qué impidió que la procesión de la Virgen de la Chiquinquirá, saliese milagrosa al viejo barrio El Saladillo. “Muchas almas ingresaron al Cuadrado en esa epidemia”. En realidad, El Cuadrado no es sólo un tesoro histórico del Zulia o de Maracaibo por su arquitectura, sino porque es principalmente el único cementerio histórico que alberga 3 cementerios en él y todas las posibles religiones mundiales principales: católicos, judíos y protestantes. Es algo único en Venezuela.
El camposanto cuenta con unas 10 364 tumbas entre cuyas fosas, nichos y panteones han sido inhumados ilustres zulianos como el prócer de la independencia, Antonio Pulgar; el rector inmortal de la Universidad del Zulia "LUZ", Jesús Enrique Lossada; el poeta Udón Pérez; el médico y científico Humberto Fernández Morán; el precursor del cine nacional, Manuel Trujillo Durán; el artista Julio Árraga; el doctor Jesús María Portillo; el creador de la ciudad universitaria, Antonio Borjas Romero; el magnate del desaparecido Castillo de Bella Vista, Lucas Evangelista Rincón; Don Manuel Belloso, fundador de Cobeca y el “santo” Fray Junípero, cuyo cuerpo se dice que permanece intacto en su ataúd y se hace increíblemente pesado si intentan moverlo.

## Arquitectura Única Mixta
El Cuadrado es considerado como una destacada obra de Arte Funerario y Religioso. El que muestra como Maracaibo, el Zulia y Venezuela vivían y se desarrollaban. Es común el dicho de que los gobiernos y su nivel de civilización se juzgan por cómo tratan a sus fallecidos y sus presos. El desarrollo de los cementerios, el estilo de sus tumbas son un aporte único a la entidad de cualquier comunidad en el mundo. Tiene casi todos los estilos de arquitectura realizados como: neoclásico, clásico, naco (vulgar), humilde, eclecticismo, gótico, contemporáneo, art déco, art nouveau, con un sinfín de variaciones propias que le dieron los familiares. Unos de los pocos ejemplos de distintos estilos de arquitectura, el art nouveau, está representado en las tumbas de Fernández Morán y del Coronel Francisco Aguirre. Panteón Ecléctico el de la familia Quintero, diseñado por Hermes Romero. La tumba de la familia Lossada está inspirada en un templo de la antigüedad clásica y otros que van a ser descritos aparte. Todos los estilos conocidos de una forma u otra están presentados en el cementerio.

## Patrimonio Nacional, Regional y Municipal
Que el "CEMENTERIO EL CUADRADO de Maracaibo ha sido reconocido por el instituto de Patrimonio Cultural y declarado patrimonio histórico y cultural de la República Bolivariana de Venezuela según Providencia Administrativa N° 012/05 de fecha 30 de junio de 2005; en 2007 decreto del Gobernador del estado del Zulia N°630 4 abril 2007. Patrimonio Histórico Cultural del estado del Zulia.

## Algunas de las personalidades sepultadas en el cementerio
- Jesús Enrique Lossada
- Ismael Urdaneta
- Manuel Trujillo Durán
- Udón Pérez
- Humberto Fernández Morán
- Rafael Belloso Chacín
- Fray Junípero
- Eduardo López Rivas
- Eduardo López Bustamante
- Teresa López Bustamante
- Joaquín Esteva Parra
- Diego Risquez
- Francisco Eugenio Bustamante
- Eduardo Pérez Fabelo